# DF-31
DF-31은 중국 인민해방군 제2포병부대의 지상 이동식 ICBM이다. 1985년 1월 개발이 시작되어 1999년 최초로 공개되었고 2006년 최초로 실전배치되었다.
무게 42톤으로 미국과 영국이 현재 유일하게 사용하는 잠대지 핵탄도미사일인 트라이던트 II와 유사한 스펙의 미사일이다.
잠수함 버전으로 JL-2가 있다. 10개의 핵탄두를 탑재하며, 사거리 14000 km로서 트라이던트 II와 사실상 동일하다.

## 사거리

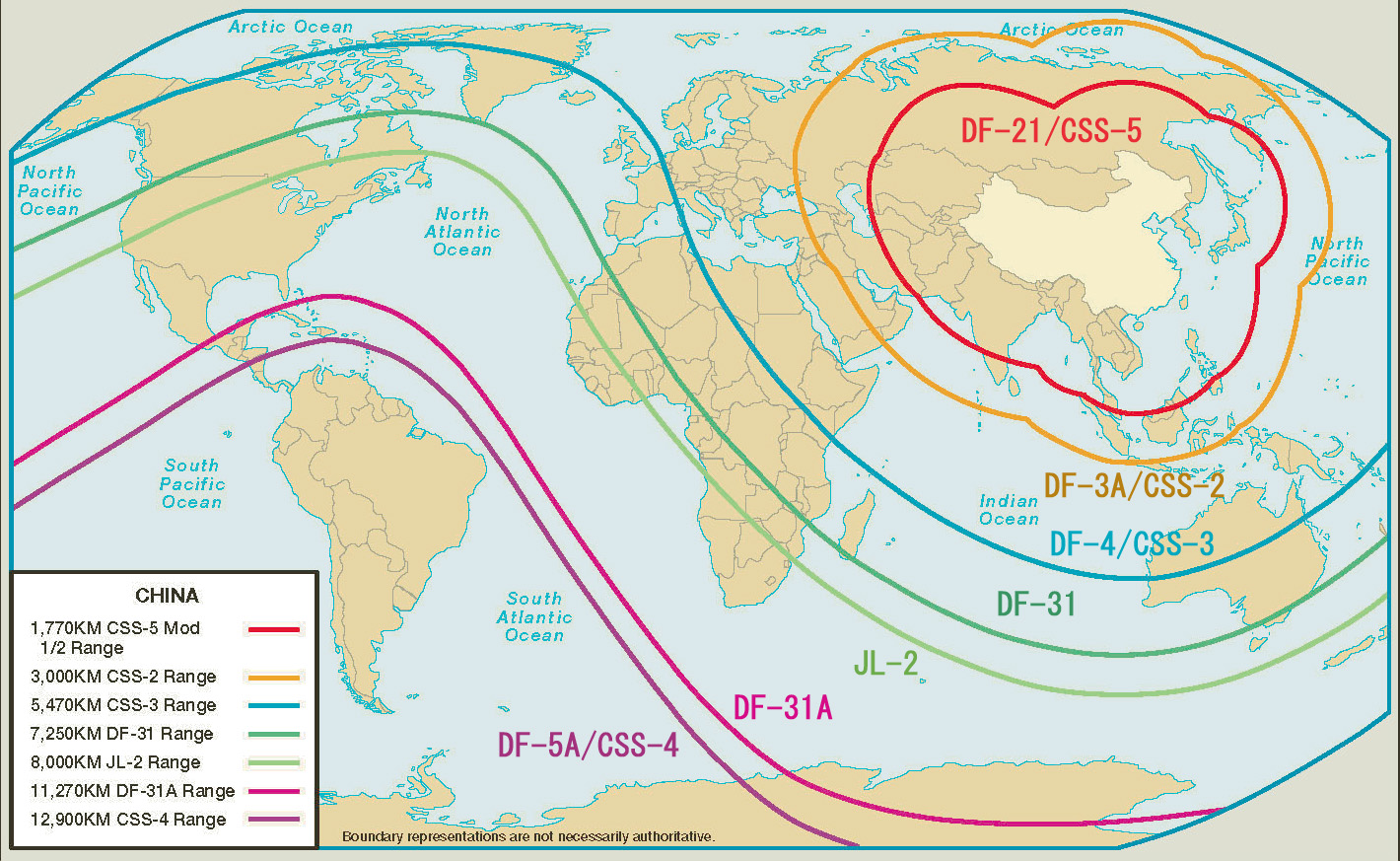
DF-31과 DF-31A의 사거리

베이징에서 미국 워싱턴 DC까지는 11,150 km이다. DF-31은 도달하지 않는데, DF-31A은 도달한다.

## 북한 신형 ICBM
북한의 무수단 미사일이 DF-21과 닮았다면, 신형 ICBM인 KN-08 미사일은 DF-31과 크기가 닮았다. 중국은 DF-21 DF-31 DF-41 순서로 실전배치중이다.
2017년 미국은 길이 15 m의 2단 로켓인 트럭 이동식 ICBM KN-17을 발견했다. 길이 20 m인 KN-08, 길이 17 m인 KN-14 보다 짧아졌다.
2017년 4월 15일, 태양절 열병식에서 DF-31과 동일한 외양의 트럭인 신형 ICBM이 최초로 공개되었다. 아직 한미 정보당국은 신형 ICBM의 모델명을 정하지 않았다. 북한도 미사일 이름을 공개하지는 않았다. 미국은 2017년 초에 새로운 ICBM을 정찰위성으로 포착했으며, 보통 정찰위성 최초 포착년도로 미사일 이름을 정한다. Korea North 2017, KN-17로 지정될 가능성이 있다.

## 파생형
DF-31
1메가톤 핵탄두 한 발을 탑재했다. 1999년 열병식 때 처음 등장했다. 사거리 7200 km. 사거리가 짧아 미국 서부만 공격할 수 있다. 워싱턴 뉴욕의 동부 공격이 불가능하다.
DF-31A
MIRV 다탄두를 탑재했다. 90 kt 핵탄두 5발. 사거리 13,200 km. 사거리가 늘어나 워싱턴 뉴욕의 미국 동부까지 공격할 수 있다. 2015년 열병식 때 등장했다.
DF-31AG
종종 DF-31B로 잘못 알려져 있다. 업그레이드된 발사대와 낮은 지원 요구 사항을 갖춘 DF-31A의 변형이다. 바퀴 달린 TEL은 비포장 지형을 가로질러 더 나은 분산을 허용하고 파괴하기 어렵게 만든다. 낮은 지원 요구 사항은 또한 준비성이 향상됨을 의미한다. 2020년 현재 란저우, 후난, 허난성에 총 36개의 발사대를 갖춘 DF-31AG 여단 3개가 있는 것으로 알려져 있다.
DF-31B
미국 국방부의 2022년 중화인민공화국과 관련된 군사 및 안보 개발 보고서에 따르면, 미군은  DF-31 미사일의 새로운 변형인 DF-31B가 개발 중일 것으로 의심한다.

## 시험발사
2024년 9월 25일, 중국 로켓군이 훈련용 모의 탄두를 탑재한 ICBM 1발을 현지시간 오전 8시 44분 태평양 공해 해역으로 발사해 목표 해역에 정확하게 탄착시켰다. 둥펑-31 AG인 것으로 추정된다.
둥펑-31 AG는 2017년 7월 내몽골에서 열린 중국 인민해방군 창건 90주년 기념 열병식 때 공개된 바 있다.
발사 차량이 비포장도로를 지나갈 수 있어 추적해 파괴하기 어려운 것으로 평가된다.
중국이 태평양으로 ICBM을 시험 발사한 것은 1980년 DF-5 이후 44년 만에 처음이다.
샘 로게빈 호주 로위연구소 국제안보 전문가는 "사거리가 만 2천~만 5천km에 달하는 이동식 대륙간탄도미사일인 DF-41을 시험한 것으로 추정된다."고 말했다.

## 같이 보기
- DF-41 - 중국의 최신형 ICBM